# Fighting Soccer
Fighting Soccer est un jeu d'arcade de football créé par SNK et sorti sur borne d'arcade (sur le système Triple Z80 Based) en 1988,,.

## Portages
- Amiga (1989)
- Atari ST (1989)
- Commodore C64 (1989)
- ZX Spectrum (1989)
- Amstrad CPC (1989)